# Maggie Grace
Margaret Grace Denig (* 21. září 1983 Columbus, Ohio, USA) je americká herečka známá také jako Maggie Grace.

## Životopis
Narodila se ve Worthingtonu v Ohiu. Je dcerou Valinn (rozené Everett) a Ricka Deniga, kteří vedou rodinný šperkařský business. Navštěvovala Worthington Christian Schools a Thomas Worthington High School, kde začala hrát ve školních hrách a v místním divadle. Střední školu opustila a přestěhovala se do Los Angeles se svojí matkou, zatímco její mladší sourozenci Ian a Marissa zůstali s otcem.

## Kariéra
Poprvé se objevila v internetovém seriálu Rachel's Room. Její další role přišla v roce 2002 se seriálem Septuplets, který byl však zrušen dokonce před odvysíláním první epizody. Průlomovou rolí pro ní byla role v televizním filmu Murder in Greenwich. Za roli získala nominaci na Young Artist Award. Menší role získala v seriálech jako Kriminálka Miami, Zákon a pořádek: Útvar pro zvláštní oběti, Zázraky, Like Family a další.
V roce 2004 získala roli Shannon Rutherford v seriálu Ztraceni. Za roli získala nominaci na Teen Choice Award v kategorii Průlomová herečka. O rok později získala roli ve filmu The Fog, po boku Toma Wellinga. Její postava v seriálu Ztraceni byla zabita v osmé epizodě druhé série. Seriál vyhrál cenu Screen Actors Guild Award v kategorii Nejlepší obsazení v dramatickém seriálu.
Další role přišly v roce 2007 s filmy Láska podle předlohy a Holka z předměstí. V roce 2008 získala roli ve filmu 96 hodin, po boku Liama Neesona. V roce 2010 si zahrála s Cameron Diaz a Tomem Cruisem ve filmu Zatím spolu, zatím živí. V roce 2011 si zahrála upírku Irinu ve filmu Twilight sága: Rozbřesk – 1. část a rok později si zahrála v pokračování filmu Twilight sága: Rozbřesk – 2. část. 
V roce 2012 získala roli na Broadwayi ve hře Picnic.
V roce 2012 si znovu zopakovala roli Kim Mills ve filmu 96 hodin: Odplata a v roce 2014 96 hodin: Zúčtování.

## Osobní život
V dubnu 2006 začala chodit s hercem Ianem Somerhaldem, se kterým se seznámila natáčení seriálu Ztraceni. Mezi lety 2008-2009 chodila se soutěžícím reality show Amazing Race Blakem Mycoskiem.
V únoru 2017 se zasnoubila s Brentem Bushnellem. Dvojice se vzala dne 28. května 2017.

## Filmografie
| Rok  | Název                             | Role               | Poznámky           |
| ---- | --------------------------------- | ------------------ | ------------------ |
| 2001 | Rachel's Room                     | Rachel Reed        | Internetový seriál |
| 2002 | Vražda v Greenwich                | Martha Moxley      | TV film            |
| 2002 | Shop Club                         |                    |                    |
| 2003 | Dvanáctimílová cesta              | Dulcia Landis      | TV film            |
| 2003 | Creature Unknown                  | Amanda             |                    |
| 2005 | Mlha                              | Elizabeth Williams |                    |
| 2007 | Láska podle předlohy              | Allegra            |                    |
| 2007 | Holka z předměstí                 | Chloe              |                    |
| 2008 | 96 hodin                          | Kim Mills          |                    |
| 2009 | Malice in Wonderland              | Alice              |                    |
| 2010 | Vánek osudu                       | Sophie Conway      |                    |
| 2010 | Zatím spolu, zatím živí           | April Havens       |                    |
| 2010 | Faster                            | Lily               |                    |
| 2010 | Experiment                        | Bay                |                    |
| 2011 | Twilight sága: Rozbřesk – 1. část | Irina              |                    |
| 2012 | Twilight sága: Rozbřesk – 2. část | Irina              |                    |
| 2012 | Útěk z MS-1                       | Emilie Warnock     |                    |
| 2012 | 96 hodin: Odplata                 | Kim Mills          |                    |
| 2012 | Decoding Annie Parker             | Sarah              |                    |
| 2014 | Víkend s Alexem                   | Siri               |                    |
| 2014 | Za láskou do Paříže               | Kelsey             |                    |
| 2015 | 96 hodin: Zúčtování               | Kim Mills          |                    |
| 2015 | The Choices                       | Stephanie Parker   |                    |
| 2016 | Showing Roots                     | Violet             |                    |
| 2017 | The Scent of Rain and Lightning   | Laurie             |                    |
| 2017 | Cesta bez návratu                 | Christina          |                    |
| 2018 | V oku hurikánu                    | Casey              |                    |
| 2018 | Supercon                          | Allison            |                    |
| 2020 | Svatební pohromy                  | Jessie             |                    |

| Rok             | Název                               | Role                      | Poznámky                    |
| --------------- | ----------------------------------- | ------------------------- | --------------------------- |
| 2002            | Septupltes                          | Hope Wilde                |                             |
| 2003            | Kriminálka Miami                    | Amy Gorman                | díl: „Vrah za kamerou“      |
| 2003            | Zázraky                             | Hannah Cottrell           | díl: „Mother's Daughter“    |
| 2003            | The Lyon's Den                      | Haley Dugan               | díl: „Beach house“          |
| 2004            | Odložené případy                    | Renee                     | díl: „Dobrovolníci“         |
| 2004            | Oliver Beene                        | Elke                      | 8 dílů                      |
| 2004            | Like Family                         | Mary                      | díl: „My Two Moms“          |
| 2004            | Zákon a pořádek: Útvar pro zvláštní | Jessie Dawning            | díl: „Obscénní“             |
| 2004–2016, 2010 | Ztraceni                            | Shannon Rughterford       | 32 dílů                     |
| 2013            | Californication                     | Faith                     | 10 dílů                     |
| 2013            | Stoupenci zla                       | Sarah Fuller              | díl: „Pilot“                |
| 2013            | Susanna                             | Susanna                   | 12 díl                      |
| 2013            | When Calls the Heart                | Teta Elizabeth            | TV film                     |
| 2015            | Mystérium sexu                      | Dr. Christine Wesh        | díl: „Tři jsou prostě moc“  |
| 2018–dosud      | Živí mrtví: Počátek konce           | Althea Szewczyk-Przygocki | hlavní role (4. řada–dosud) |
| 2019            | The Althea Tapes                    | Althea Szewczyk-Przygocki | hlavní role, 6 dílů         |

## Ocenění a nominace
| Rok  | Ocenění                                        | Kategorie                                     | Práce               | Výsledek  |
| ---- | ---------------------------------------------- | --------------------------------------------- | ------------------- | --------- |
| 2003 | Young Artist Awards                            | nejlepší herečka: TV film, minisérie, speciál | Vražda v Greenwich  | nominace  |
| 2005 | Teen Choice Awards                             | objev roku: televizní herečka                 | Ztraceni            | nominace  |
| 2006 | Gold Derby Awards                              | nejlepší obsazení                             | Ztraceni            | nominace  |
| 2006 | Screen Actors Guild Awards                     | nejlepší obsazení: dramatický seriál          | Ztraceni            | vítězství |
| 2014 | International Academy of Web Television Awards | nejlepší herečka v hlavní roli: drama         | Susanna             | nominace  |
| 2015 | Teen Choice Awards                             | nejlepší herečka: akční film                  | 96 hodin: Zúčtování | nominace  |